# Moviment Revolucionari d'Oficials Demòcrates Etíops
El Moviment Revolucionari d'Oficials Demòcrates Etíops (Ethiopian Democratic Officers' Revolutionary Movement EDORM) fou un moviment polític comunista creat pel Front Popular d'Alliberament de Tigre (TPLF) el maig del 1991 amb oficials i suboficials de l'exèrcit del Derg fets presoners pel TPLF; eren multiètnics (encara que majoritàriament amhares i oromos) i el moviment tenia pretensions de moviment per a tota Etiòpia.

## Història
El Front Popular d'Alliberament del Tigre (FPLT/TPLF) de tendència marxista-leninista albanesa va intentar el 1989 una acció comuna amb el Front d'Alliberament Oromo, però aquest aleshores s'hi va negar; El 1981 un grup del Partit Revolucionari Popular Etíop/Ethiopian People's Revolutionary Party (EPRP) s'havia rendit al FPLT i amb els seus integrants es va organitzar (març de 1982) un moviment de majoria amhara i amb alguns oromos, el Moviment Popular Democràtic Etíop/Ethiopian People's Democratic Movement (EPDM). 37 membres oromos d'aquest grup reunits amb altres presoners que el TPLF havia fet d'aquesta ètnia, van formar el 26 de març de 1990 l'Organització Democràtica del Poble Oromo (Oromo People's Democratic Organization, OPDO). Al mateix temps (maig de 1990) el FPLT va crear una organització d'oposició multiètnica i de caràcter estatal limitada als oficials i suboficials presoners: el Moviment Revolucionari d'Oficials Demòcrates Etíops. Amb tots aquestos grups es va formar el mateix maig de 1990 el Front Democràtic Revolucionari Popular Etíop/Ethiopian People's Revolutionary Democratic Front (EPRDF).
El Moviment Revolucionari d'Oficials Demòcrates Etíops (EDORM) va prendre part al I Congrés del EPRDF el gener del 1991; el seu propi congrés fundacional fou el febrer de 1991. Fou formalment dissolt el 1995, i amb la nova constitució d'aquell any els seus membres foren integrats a la Força Nacional de Defensa d'Etiòpia havent de jurar lleialtat a l'estat i a la constitució (per damunt del EPRDF) 